# Ото Либих
Ото Емил Либих е български пианист и композитор, автор на оперети и танцова музика.

## Биография
Роден е на 21 септември 1912 г. в Русе. Баща му Емил Либих (1882 – 1962) и дядо му Рудолф Либих (? – 1912) са австрийци, фотографи в Русе. Започва да учи пиано в ранна възраст, първо при русенската клавирна педагожка Вера Карамихайлова, а после в София при пианиста Иван Торчанов (1886 – 1928). В периода 1924 – 27 година Либих посещава в Будапеща летните курсове по пиано на А. Сенди и ходи на частни уроци у ученичката на Ференц Лист В. Вилва. Следва няколко семестъра във Виенската консерватория. Успоредно с това, но и с известни прекъсвания, между 1929 и 1940 година учи при проф. Панка Пелишек от Държавната музикална академия в София.
Концертната дейност на Либих започва във Виена с концерт за пиано и оркестър на Феликс Менделсон. През годините изнася голям брой концерти в България и чужбина с произведения на Бетовен, Гершуин, Григ, Дебюси, Лист, Моцарт, Рахманинов, Чайковски, Шуман, Шопен.
През 1936 година Ото Либих става пианист и композитор в софийския оперетен театър „Одеон“ и пише танцова музика и оперети, повечето от които биват поставени на сцената на театъра. Сред творбите му се отличават оперетите:
- 1940 – „Бамбула“, либрето: Радослав Трингов,
- 1943 – „Любов и трон“, либрето: Радослав Трингов,
- 1945 – „Рози от Балкана“,
- 1946 – „Поверявам жена си“, либрето: Асен Русков.

Между 1940 и 1948 година работи в Народната опера като корепетитор. През 1950 година е приет за държавен артист към Българска концертна дирекция и удостоен с Димитровска награда ІІІ степен.
Поради влошено здраве умира през 1960 година.